# Юг (посёлок)
Юг — посёлок в Пермском крае России. Входит в Пермский район (муниципальный округ).

## География
Расположен в 12 км к западу от одноимённой железнодорожной станции и в 30 км к югу от центра Перми.

## Население
| 1959  | 1963  | 1970  | 1979  | 1989  | 2010  | 2012  |
| ----- | ----- | ----- | ----- | ----- | ----- | ----- |
| 6962  | ↘6900 | ↘4226 | ↘3202 | ↘2784 | ↘2687 | ↘2612 |
| 2013  | 2015  | 2016  | 2017  | 2018  | 2019  | 2020  |
| ↘2578 | ↘2463 | ↘2444 | ↘2406 | ↘2357 | ↘2342 | ↘2324 |

## История
Юг возник в 1730-х годах как посёлок при Юговских казённых медеплавильных заводах.  
В Списке населенных мест Пермской губернии от 1869 г. завод Юговской (Государев Юг) Пермского уезда (№ 281) значится при речке Юге, расстояние от уездн. города — 37 верст, от станов. кварт. — 34 версты, в нем 1668 дворов, 4067 жителей м.п., 4351 жителей ж.п. В поселке 2 православных церкви, православная часовня, окружное горное училище, заводская школа, почтовая станция, 2 медеплавильных завода и еженедельный рынок. 
В начале XX века Юговские заводы были закрыты. В то же время в Юге появились обувная фабрика (позднее — кожевенный завод) и экипажная мастерская (позднее — обозно-механический завод). В 1920-е годы Юг превратился в крупный центр кустарных промыслов. Вскоре были построены кирпичный завод и мебельная фабрика. В 1923—1931 годах Юг был центром Юговского района. 
На Юговских казенных заводах действовал Христо-Рождественский собор, построенный в 1811 году, сейчас от него остались руины.
В посёлке сохранился ряд памятников архитектуры XIX — начала XX веков.
В 1943 году Юг получил статус посёлка городского типа (рабочего посёлка), а в 1992 году преобразован в сельский населённый пункт. 
С 2004 до 2022 гг. посёлок являлся административным центром Юговского сельского поселения Пермского муниципального района.

## Известные уроженцы
- Попов, Вениамин Николаевич (1869—1945) — русский художник-живописец.
- Березин, Илья Николаевич (1818—1896) — российский востоковед.